# Костюнино (Дмитровский городской округ)
Костюнино — деревня в Дмитровском районе Московской области, в составе сельского поселения Синьковское. Население — 1 чел. (2010). До 2006 года Костюнино входило в состав Кульпинского сельского округа.

## Расположение
Деревня расположена в западной части района, недалеко от границы с Солнечногорским, примерно в 28 км к западу от Дмитрова, по правому берегу реки Лутосни, высота центра над уровнем моря 214 м. Ближайшие населённые пункты — Аладьино на северо-востоке и Демьяново на юго-востоке.

## Население
| 2002 | 2006 | 2010 |
| ---- | ---- | ---- |
| 1    | →1   | →1   |